# Jock McKernan
John Rettie "Jock" McKernan, Jr., född 20 maj 1948 i Bangor, Maine, är en amerikansk republikansk politiker. Han var ledamot av USA:s representanthus 1983–1987 och Maines guvernör 1987–1995.
McKernan utexaminerades 1970 från Dartmouth College och avlade 1974 juristexamen vid University of Maine. Mellan 1972 och 1976 satt han i Maines representanthus. År 1982 blev han invald i USA:s representanthus. Efter två mandatperioder där ställde han upp i guvernörsvalet och vann. År 1989 gifte han sig med Olympia Snowe som vid den tidpunkten satt i USA:s representanthus. McKernan omvaldes 1990 som guvernör och efterträddes 1995 av Angus King.